# Econnect
Občanské sdružení Econnect je nevládní nezisková organizace, která pomáhá ostatním organizacím neziskového sektoru v ČR využívat informační technologie a Internet a ve svém zpravodajství se zároveň věnuje dění, které se tohoto sektoru dotýká.
Econnect nabízí nevládním organizacím připojení k Internetu, webhosting a redakční systém pro publikování na webu APC ActionApps. Econnect je členem mezinárodní Asociace pro pokrokovou komunikaci (Association for Progressive Communications, APC).

## Historie
Econnect je zkratka Easy connection. Vznik Econnectu byl v roce 1991 motivován potřebou ekologických iniciativ, soustředěných zejména kolem Zeleného kruhu, zkvalitnit vzájemnou komunikaci a zlepšit tak vzájemnou spolupráci. Nabídl jim tehdy úplně nové nástroje v podobě možnosti využití elektronické pošty a později i připojení k Internetu. Mimo akademické sítě byl mezi vůbec prvními providery v zemi, kdo tyto služby zprostředkovával. Přestože Econnect už dávno nespolupracuje pouze s ekologickými organizacemi, stále sleduje původní cíl: Je mostem mezi nevládními organizacemi, které jdou často ve své práci za stejným cílem různými cestami. Snaha vytvořit snadné spojení mezi organizacemi neziskového sektoru dala také Econnectu jméno.